# M/S Oasis of the Seas

M/S Oasis of the Seas jämfört med M/S Silja Europa.

M/S Oasis of the Seas är tillsammans med systerfartyget M/S Allure of the Seas ett av världens största kryssningsfartyg. Hon är byggd vid STX Finland Cruise i Pernovarvet i Åbo 2009 för Royal Caribbean International. Fartyget gjorde sin jungfruresa från Fort Lauderdale i Florida till Bahamas i december 2009. Systerfartyget Allure of the Seas sjösattes strax efter att Oasis of the Seas kommit fram till Fort Lauderdale. Fartygen seglar två rutter i Östra och Västra Karibien.

## Bekvämligheter
Oasis of the Seas erbjuder passagerarna bekvämligheter så som två-vånings loftsviter och lyxsviter som mäter 150 m2 med balkonger med överblick mot havet.
Ombord finns bland annat:
- En trevåningars huvudrestaurang för 2 500 personer
- 11 andra restauranger
- En bar som färdas upp och ned mellan tre olika däck
- En teater för 1 800 personer,
- Amfiteater
- Skridsko/ishockeybana,
- Casino
- Linbana
- Två surfsimulatorer
- Två klätterväggar
- Minigolfbana,
- Fyra simbassänger
- 16 bubbelpooler
- Volleyboll- och basketbanor[2].

Fartyget har 2 700 hytter och kan ta cirka 5 400 passagerare (6 300 om hytterna utnyttjas maximalt). Standardhytterna är på 18 m² och har tillverkats som moduler i Pikis. En del av hytterna byggdes på plats. Den största sviten är på 156 m².
Fartyget kostade motsvarande 11 miljarder kronor att bygga.

## Historia
Skeppet beställdes den 4 februari 2006, sjösattes den 21 november 2008 och lämnade varvet i Åbo den 30 oktober 2009 på morgonen. Skeppet sattes in i kryssningar i Karibien den 5 december 2009.

## Destinationer
Här är några av Oasis of the seas destinationer
- Labadee, Haiti
- Falmouth, Jamaica
- San Miguel de Cozumel, Mexiko
- Nassau, Bahamas
- Charlotte Amalie, Amerikanska Jungfruöarna
- Philipsburg, Sint Maarten